# Kouibly
Kouibly è un centro abitato e sottoprefettura della Costa d'Avorio appartenente al dipartimento di Kouibly.